# Stereoanlage

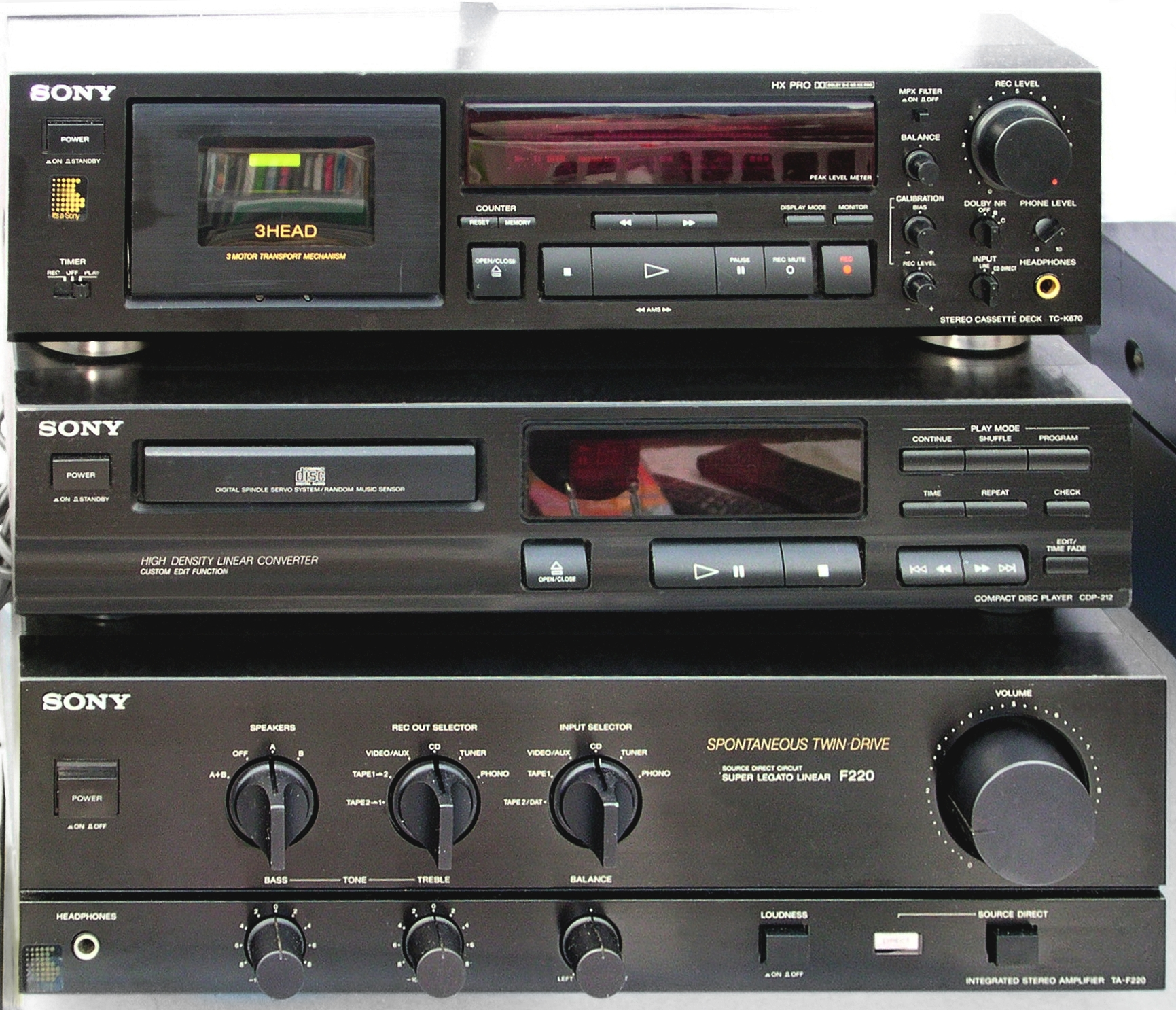
Stereoanlage von Sony aus den 1990er Jahren mit den Einzelkomponenten Vollverstärker, CD-Spieler und Kassettendeck (von unten)

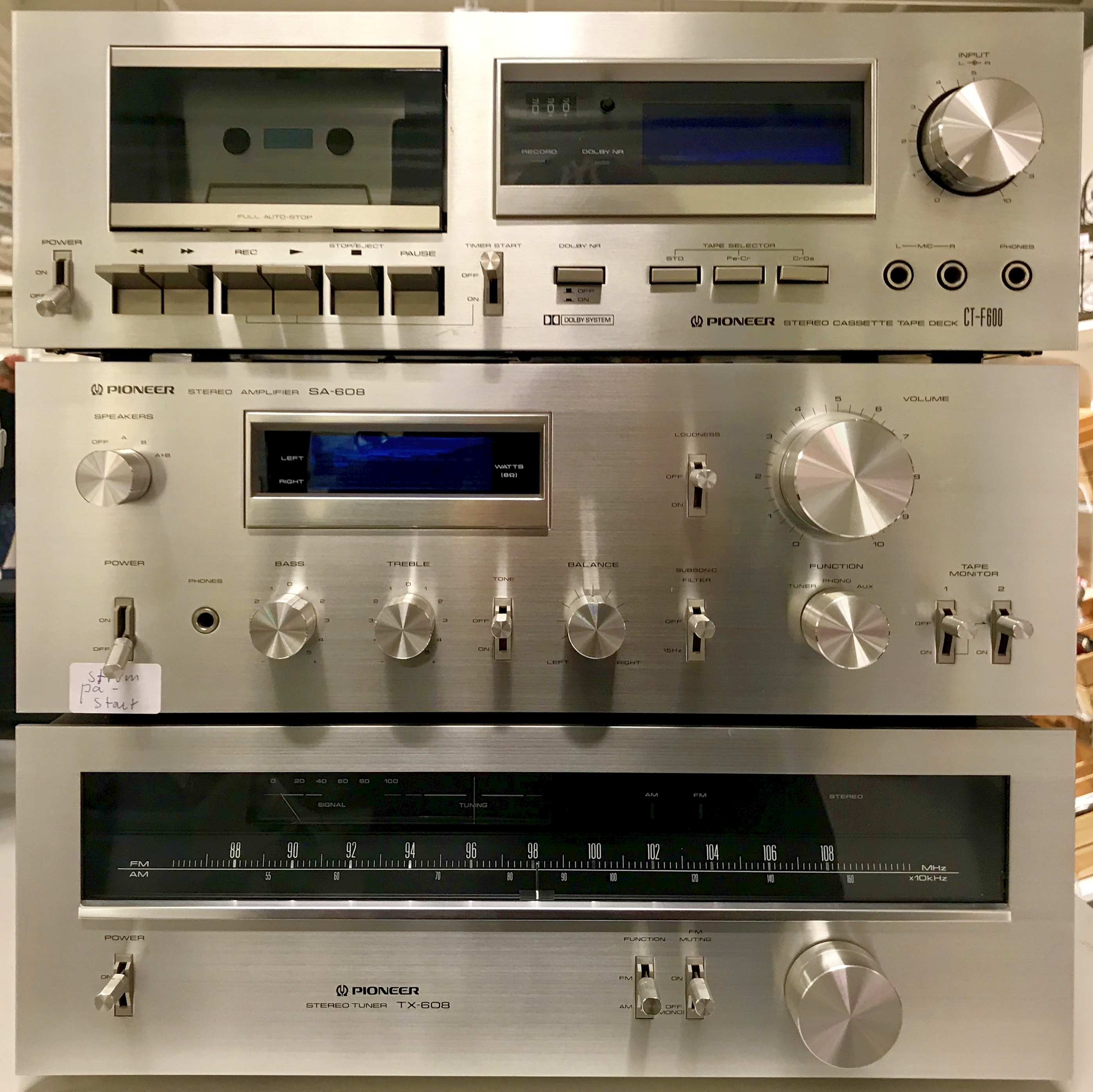
Stereoanlage von Pioneer von 1979 mit analogem Tuner (unten) und damals verbreiteten Metallfronten

Der Begriff Stereoanlage (vom Verfahren Stereofonie, seltener auch HiFi-Anlage, vom engl. High Fidelity für „hohe Klangtreue“) bezeichnet eine Zusammenstellung von Geräten der Unterhaltungselektronik zur Schallreproduktion von Medien wie der Compact Disc und anderen, meist digitalen Medien. Bis zur weiten Verbreitung der CD in den 1980er Jahren wurden als Quellmedien ausschließlich analoge Medien wie die Vinylschallplatte, Kassetten und Tonband eingesetzt. Der Begriff ist gerechtfertigt, wenn zwei gleichzeitige, aber getrennte Schallsignale (Kanäle) zum Zweck binaural-räumlichen Hörens verarbeitet und wiedergegeben werden, was auch als Stereofonie bezeichnet wird.
Umgangssprachlich wird der Begriff heute allgemeiner für Geräte zur höherqualitativen, mehrkanaligen Schallreproduktion im Privatbereich verwendet. Bei Anlagen für die öffentliche Stereo-Reproduktion bzw. die Schallreproduktion überhaupt (auf Konzerten, in Diskotheken etc.) spricht man dagegen von Beschallungsanlagen. Bei tragbaren Pendants von Stereoanlagen spricht man von einem Stereo-Radiorekorder.
Zunehmend werden klassische Stereoanlagen in Haushalten durch sogenannte Heimkino-Anlagen ersetzt, die ursprünglich für die Wiedergabe der von DVD und Blu-ray Disc gelieferten Mehrkanal-Tonformate entwickelt wurden.
Eine Stereoanlage besteht heute typischerweise aus mindestens einem Abspiel- bzw. Quellgerät, z. B. einem CD-/DVD- oder MP3-Player, einer Verstärkerkomponente sowie mindestens zwei räumlich getrennt aufstellbaren Lautsprecherboxen.

## Geschichte

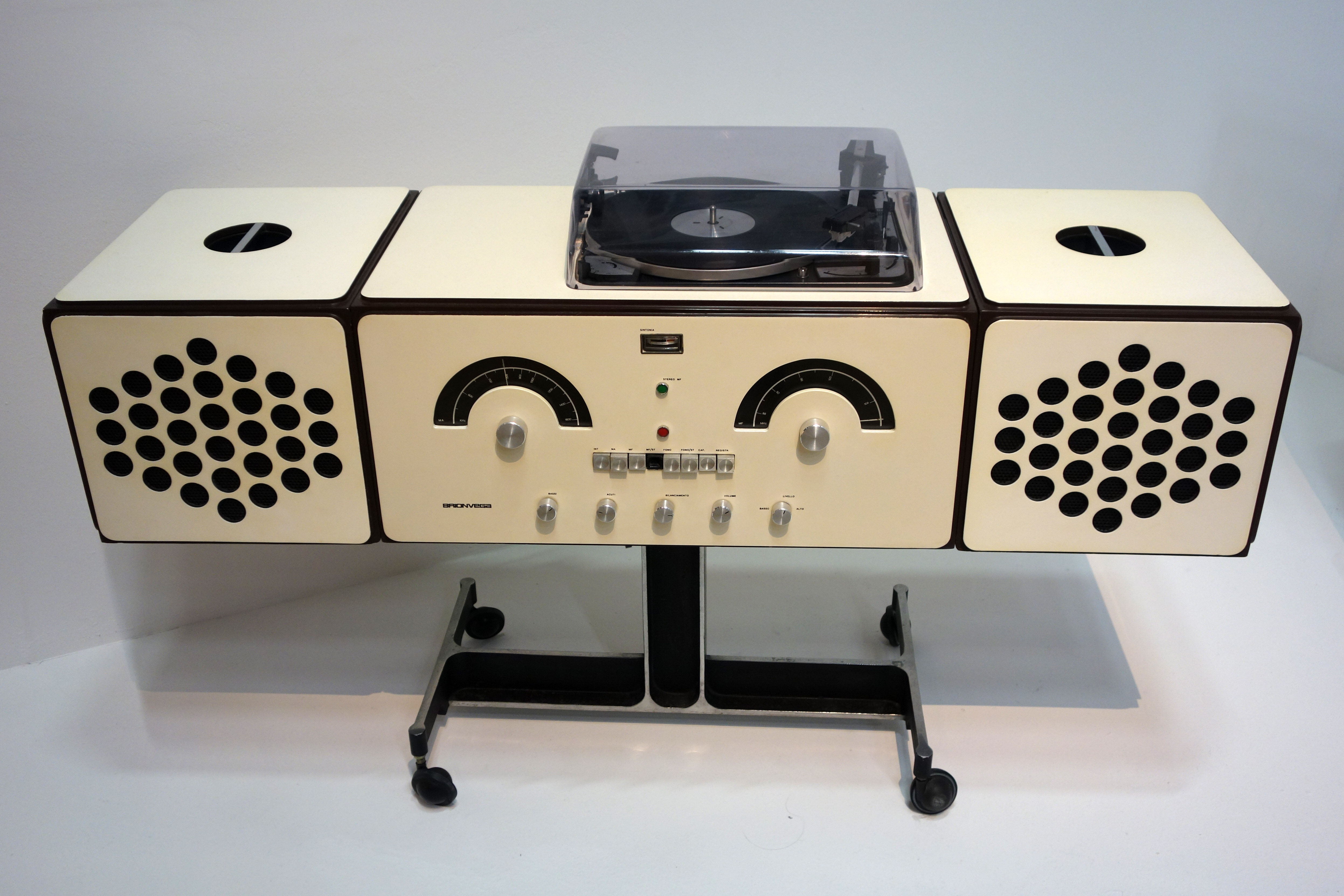
Stereokombination RR 126 (Italien, 1966)

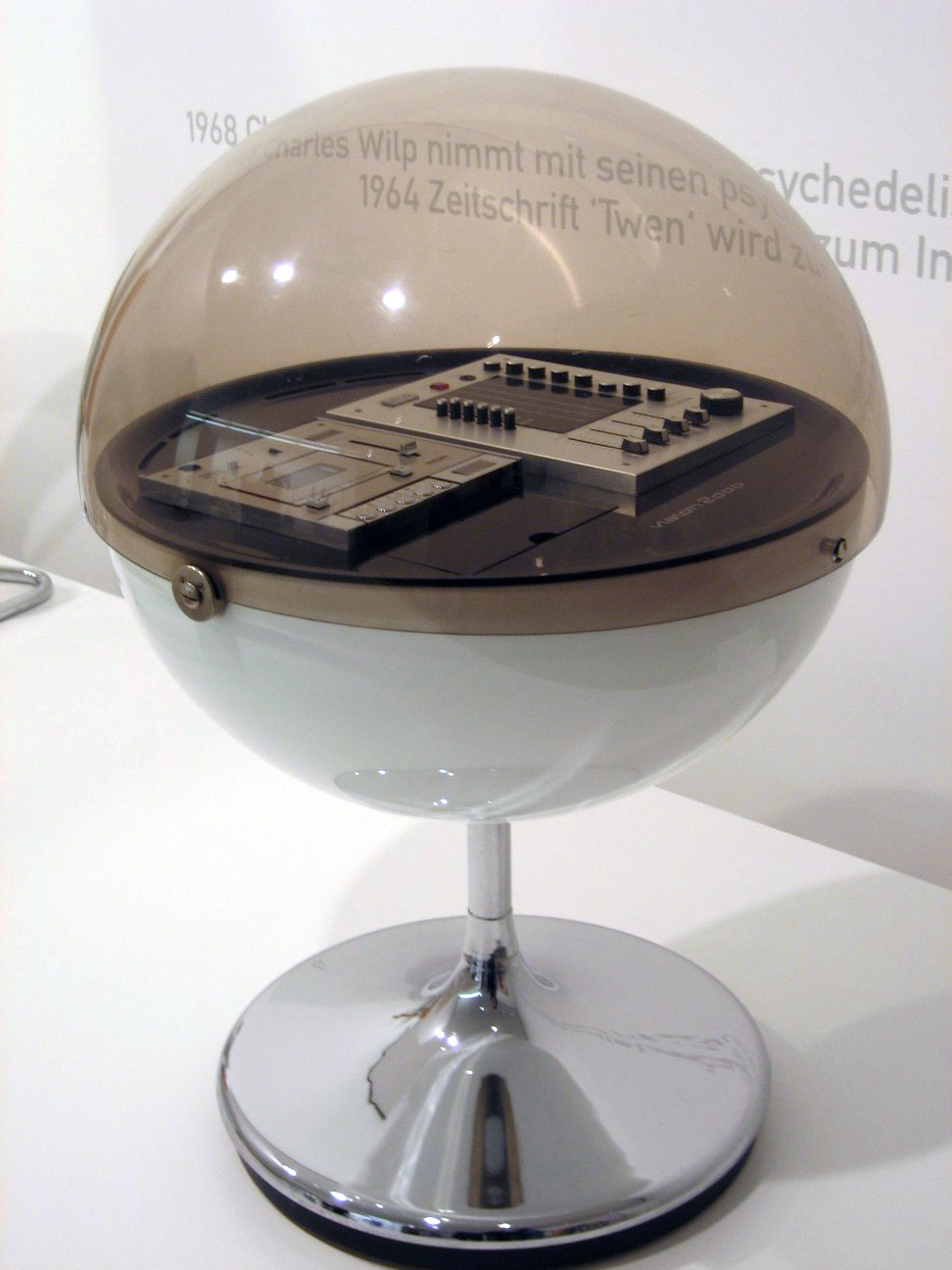
Vision 2000 (Deutschland, 1971) Design Thilo Oerke

Vorläufer der Stereoanlagen waren die Musiktruhen der 1950er Jahre (unter anderem von Braun), worunter Gerätekombinationen aus Plattenspieler, Radio und gegebenenfalls auch Heimtonbandgerät und Fernseher in einem gemeinsamen Gehäuse verstanden wurden. Sie hatten in der Regel jedoch nur monophonen, also einkanaligen Ton. Stereophone, also zweikanalige Schallplatten wurden seit 1958 verkauft; der Rundfunk strahlt in Westdeutschland seit 1963 stereophone Sendungen aus. Seit derselben Zeit sind auch stereofähige Plattenspieler, Rundfunkempfänger und Tonbandgeräte erhältlich. Von Stereoanlagen im modernen Sinn (Einzel- oder Kombigeräte mit getrennt aufstellbaren Lautsprechern) kann man ab der ersten Hälfte der 1960er Jahre sprechen. In den späten 1960er und den 1970er Jahren waren Kompaktanlagen in Form von Topladern sehr verbreitet. Sie wurden von oben bedient, waren flach und breit, hatten meist eine Abdeckhaube aus Acrylglas und oft einen Standfuß. In der Regel beinhalteten sie Plattenspieler, Rundfunkempfänger und Verstärker, oft auch ein Kassettendeck. Ab den 1980er Jahren wurden sie durch HiFi-Türme aus Einzelkomponenten abgelöst. In den 1970er Jahren kamen auch sogenannte Quadrofonie-Anlagen mit vier Kanälen bzw. Lautsprechern auf den Markt, die sich jedoch nicht durchsetzen konnten.

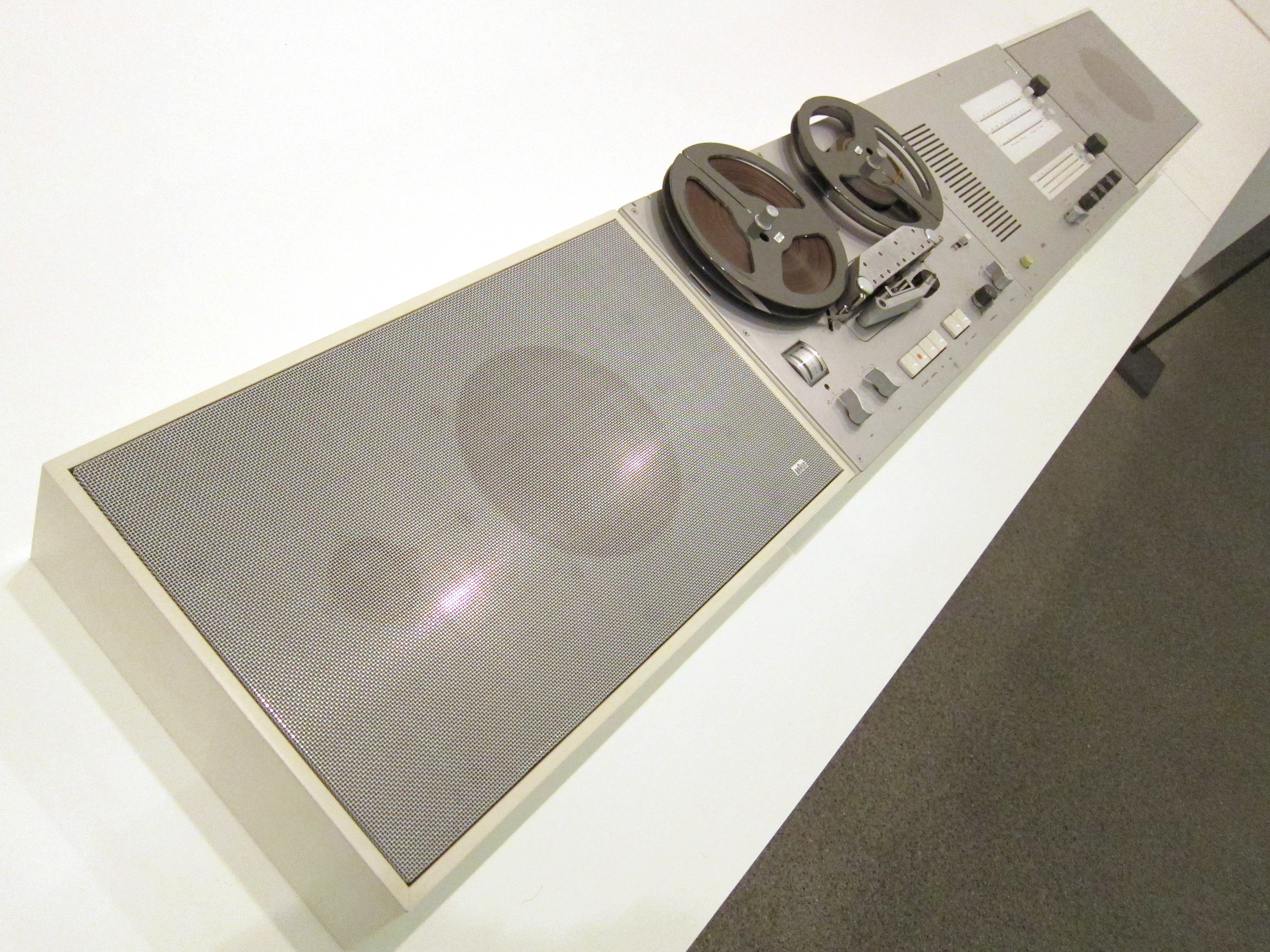
Toplader von Braun, 1964/65, ausgestellt in der Pinakothek der Moderne in München

Bis in die 1980er Jahre waren Stereoanlagen technisch bedingt so groß, dass sie gleichzeitig auch eigene (manchmal dekorative) Möbelstücke waren. Sie waren außerdem vergleichsweise teuer, so dass die eigene Stereoanlage eine der ersten großen Anschaffungen im Leben vieler Teenager war und ein Statussymbol darstellte. Zu dieser Zeit bestand eine typische Anlage aus einem Plattenspieler, einem Rundfunkempfänger (Tuner genannt), einem Verstärker, einem Kassettendeck (selten einem Tonbandgerät) und einem Paar Lautsprecher. CD-Spieler kamen Anfang der 1980er Jahre auf den Markt und hatten etwa ab der Mitte des Jahrzehnts eine stark zunehmende Verbreitung. Seit Videorekorder und Fernsehgeräte stereotauglich wurden, wurden sie zunehmend mit HiFi-Anlagen zusammengeschaltet, was sich später mit der zunehmenden Verbreitung digitaler Heimkinoanlagen ab etwa den 2000er Jahren noch einmal verstärkte.
Seit den 1990er Jahren kamen in kurzer Folge weitere (meist digitale) Tonträger- bzw. Empfangsformate auf den Markt, deren Wiedergabegeräte in bestehende Stereoanlagen integriert wurden. Die meisten Formate konnten sich jedoch am Markt nicht durchsetzen (etwa digitales Satellitenradio und die Digital Compact Cassette) oder verschwanden nach mäßigem Erfolg schnell wieder, wie etwa MiniDisc und DAT. In vielen Fällen wurde auch der Personal Computer (PC) dank seiner inzwischen HiFi-tauglichen Audiofähigkeiten in bestehende Anlagen integriert. Diese Entwicklung wurde vor allem durch den Siegeszug des MP3-Formats ab Anfang der 2000er Jahre vorangetrieben.
Seit der Verbreitung des Heimkinos spielen Anlagen mit mehr als zwei Kanälen (meist 5.1-Raumklanganlagen) eine zunehmende Rolle. Daher ist der Begriff Stereoanlage, obwohl in der Umgangssprache auch für Mehrkanalanlagen gebräuchlich, häufig eigentlich nicht mehr zutreffend.

## Komponenten

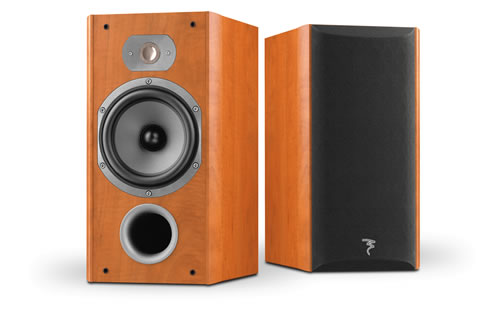
Notwendiger Bestandteil sind die Lautsprecherboxen.

Eine Stereoanlage umfasst die gesamte Signalkette der Tonwiedergabe, bestehend aus mindestens einer Quellen-, einer Verstärker- und einer Lautsprecherkomponente:
Quellenkomponenten sind für das Auslesen des (analogen oder digitalen) Tonsignals zuständig.
- Bei digitalen Quellen wie CD- oder DVD-Spieler, MP3-Player, Digital Audio Tape, Webradio-Empfänger und digitalen Tunern muss das analoge Signal mittels eines Digital-Analog-Wandlers wiederhergestellt werden. Dieser kann in den Komponenten integriert sein oder als eigenständige Komponente vorliegen.
- Analoge Quellen sind beispielsweise Plattenspieler, analoge Tuner und (heute seltener) Kassettendecks und Tonbandgeräte.

Verstärkerkomponenten verstärken das analoge Signal des Quellgerätes und können es gegebenenfalls verändern. Außer Vollverstärkern gibt es auch Vorverstärker und Endstufen als getrennte Geräte. Daneben gibt es noch Receiver, eine Kombination aus Verstärker und Tuner (Empfänger). Außerdem besteht die Möglichkeit, etwa durch Equalizer den Klang an die persönlichen Vorlieben oder die Hörraumakustik anzupassen.
Die Lautsprecherkomponenten sind für die Wandlung des elektrischen Signals in Schall zuständig. Dabei sind – je nach Anzahl der Kanäle – mehrere Lautsprecherboxen nötig.
- Die meisten Hifi-Lautsprecherboxen sind derzeit passiv, verfügen also über keine eigenen Leistungsendstufen und müssen an externen Verstärkerkomponenten („Endstufen“) betrieben werden.
- Aktivlautsprecher besitzen eine aktive Lautsprecherweiche die das Audiosignal bereits am Eingang, also auf Line-Pegel, in die für die einzelnen Lautsprecherchassis benötigten Frequenzbereiche aufteilt. Die notwendigen Endverstärkerkomponenten und teilweise sogar Digital-Analog-Wandler sind bei Aktivlautsprechern bereits integriert. Auch mit Verstärkern ausgestattete Lautsprecher, bei denen die Aufteilung der verschiedenen Frequenzbereiche im Leistungsbereich hinter den Endstufenausgängen vorgenommen wird, werden als Aktivlautsprecher bezeichnet.

- Studiolautsprecher setzen sich aufgrund ihrer grundsätzlich technisch konstruktiven Überlegenheit im Bereich der Tonstudiotechnik ab ca. 1967 durch.

- Subwoofer sind Lautsprecher, die speziell für die Wiedergabe tiefer Frequenzen ausgelegt sind.

- Anstelle der Lautsprecher können auch Kopfhörer verwendet werden.

Neben diesen Hauptkomponenten haben auch die Bestandteile, Verbindungskabel, Anschlussklemmen, Netzteile, aktive Klangfilter, Gehäuse und Aufstellelemente Einfluss auf die Qualität der Wiedergabe.

## Arten

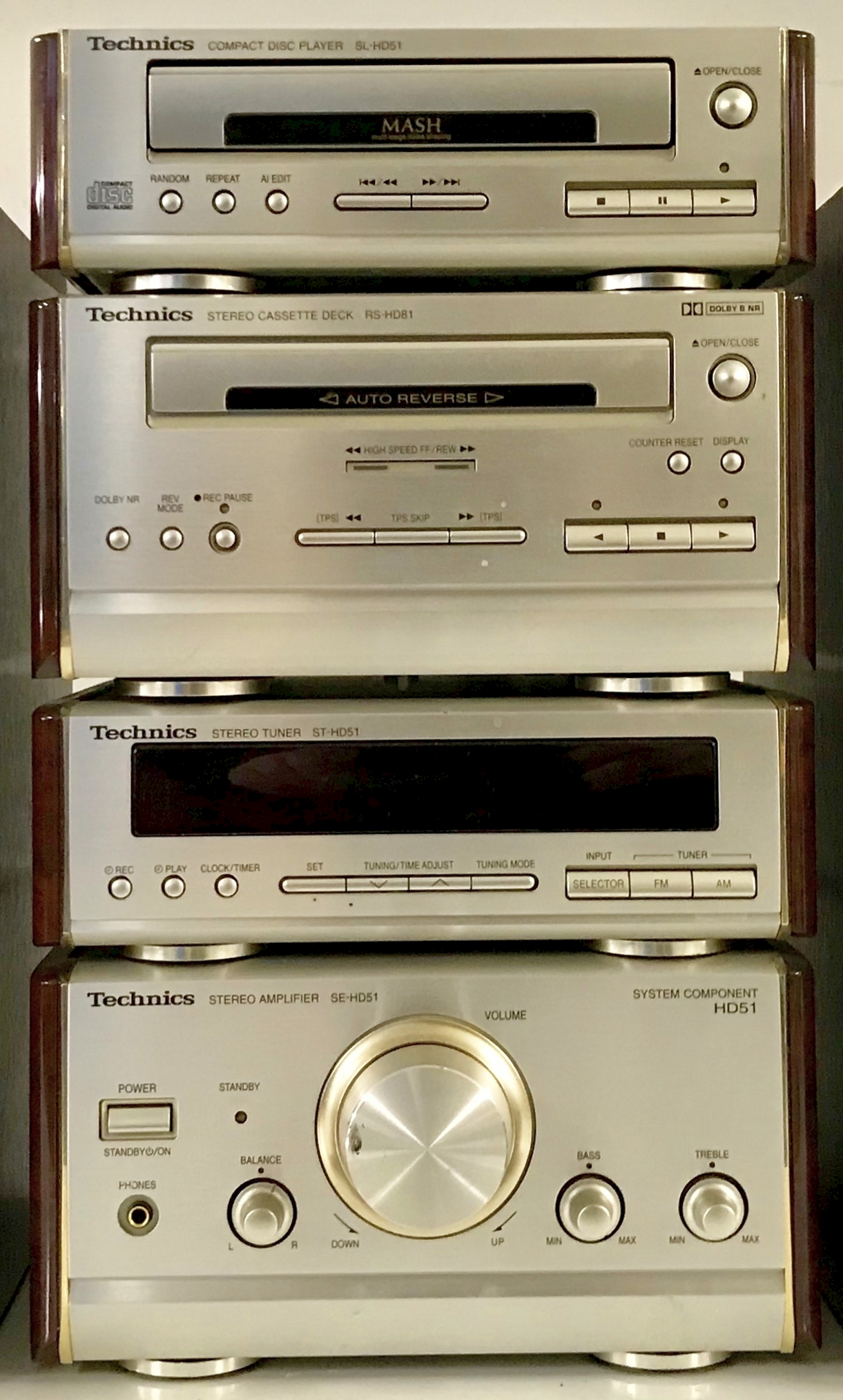
HiFi-Turm bzw. Komponentenanlage im 20 cm schmalen Miniformat, 1998.

Hi-Fi-TurmBeim klassischen Hi-Fi-Turm werden alle Standalone-Geräte übereinander gestapelt. Das geschieht oft in einem eigenen Möbelstück (Hifi-Rack). Der Plattenspieler belegt damit automatisch die oberste Ebene. Geräte unterschiedlicher Hersteller können dabei kombiniert werden. Die Lautsprecher werden in einigen Metern Abstand aufgestellt.
KompaktanlageBei einer Kompaktanlage sind alle Geräte in einem Gehäuse mit einheitlicher Bedienoberfläche vereint. Man unterscheidet zwischen Frontladern, die optisch einem Hi-Fi-Turm ähneln, und flacheren und breiteren Topladern, die von oben bedient werden. Diese waren vor allem in den 1970er Jahren verbreitet. Auch hier werden die Lautsprecher getrennt aufgestellt. Die in den 1990ern aufgekommenen Frontlader-Kompaktanlagen sind meist im unteren bis mittleren Preissegment angesiedelt. Ohne Plattenspieler finden sie in einem Regal Platz. Hier ist teils eine bündige Aufstellung der Lautsprecher in fester mechanischer Verbindung mit der Anlage üblich. Dazu trug auch die Entwicklung kleinerer, aber annähernd gleich klangstarker Boxen bei.
Auto-Hi-FiIm Auto eingebaute Anlage, deren Komponenten in unterschiedlichen Teilen des Autos untergebracht sind. Die Lautsprecher sind dabei häufig in den Vordertüren, in den A-Säulen und der Basslautsprecher meist im Kofferraum integriert.
Digitale MinimalanlageSeit den 2010ern immer häufiger anzutreffende Hi-Fi-Konfiguration, in der ein Computer oder Netzwerk-Spieler als Quelle dient und entweder nur aktive Lautsprecher oder ein Verstärker angeschlossen sind.

## Heimkinoanlage

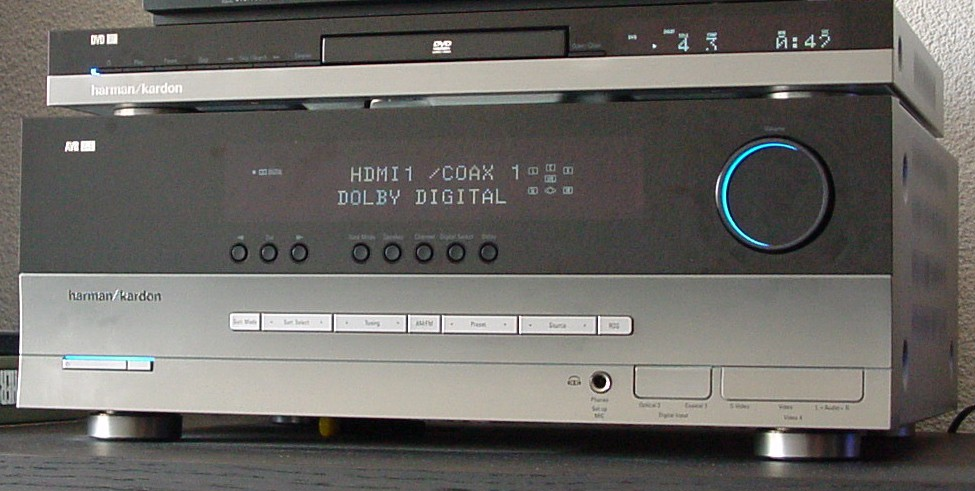
Ein AV-Receiver mit DVD-Spieler. In vielen Haushalten dienen solche an den Fernseher angeschlossenen Heimkino-Anlagen mit Raumklang über bis zu acht und mehr Lautsprecherboxen auch zum Musikhören, haben also die klassische Zweikanal-Stereoanlage ersetzt.

Durch die weite Verbreitung von DVD-Spielern, die Raumklang im DVD-Tonformat Dolby Digital 5.1 liefern, entwickelte sich in den 2000er Jahren ein Zusammenwachsen zwischen der klassischen Stereoanlage und sogenannten Heimkino-Systemen. Die Verstärker für 5.1-Ton – sogenannte AV-Receiver – und das Lautsprechersystem wurden zunehmend auch zum Anhören von CDs oder von auf PC oder Festplatte gespeicherten MP3-Dateien verwendet. Später wurden die Receiver auch per LAN oder WLAN ans Internet angeschlossen und dienten auch als Abspielgeräte für Musikstreaming-Dienste. Etwa mit Einführung der Blu-ray Disc für Full-HD-Video im Jahr 2005 kamen für deren neue Audioformate auch aufwendigere 7.1-Mehrkanal-Tonsysteme mit sieben Lautsprechern plus einem Tiefton-Lautsprecher (Subwoofer) auf den Markt.
Da sich die oben beschriebenen Systeme ebenso gut wie herkömmliche Stereoanlagen zum normalen Musikhören eignen und zusätzlich etwa die Kopplung mit Online-Musikdiensten von Anbietern wie Apple Music oder Amazon Music meist einfach möglich oder im Gerät vorbereitet ist, ersetzen solche Systeme zunehmend die klassische Stereoanlage mit zwei Kanälen. Dies wird auch dadurch befördert, dass zwar deutlich mehr Lautsprecherboxen erforderlich sind, aber wegen des einzelnen Subwoofers, der fast beliebig im Raum positioniert werden kann, die restlichen Lautsprecher des Raumklangsystems eher klein ausfallen. Daher sind zur Erzielung eines guten Klangeindrucks, insbesondere im Tieftonbereich, mittel- oder großvolumige HiFi-Boxen nicht mehr unbedingt erforderlich, die zudem wegen der Einhaltung des Stereodreiecks nur an bestimmten Stellen in Bezug zur Sitzposition aufgestellt werden können.

## Der Begriff „Hi-Fi“
High Fidelity oder Hi-Fi wies ab den 1960er Jahren darauf hin, dass ein Gerät (z. B. Verstärker-) Anforderungen erfüllte, die in der DIN 45500 festgelegt waren. Diese Anforderungen erfüllen heute praktisch alle hochwertigen elektronischen Geräte; die Norm hat damit ihre Funktion verloren und wurde in den 1990er Jahren durch die europäische Norm ersetzt, die nur noch die Messverfahren festlegt.
Heute beinhaltet der Begriff Hi-Fi im Zusammenhang mit Stereoanlagen nur noch selten einen Qualitätshinweis. Eine aus hochwertigen Einzelkomponenten bestehende Stereoanlage nennt man auch High-End-Anlage. Der Begriff „State of the Art“ wird im Hi-Fi-Bereich kaum verwendet.

## High-End

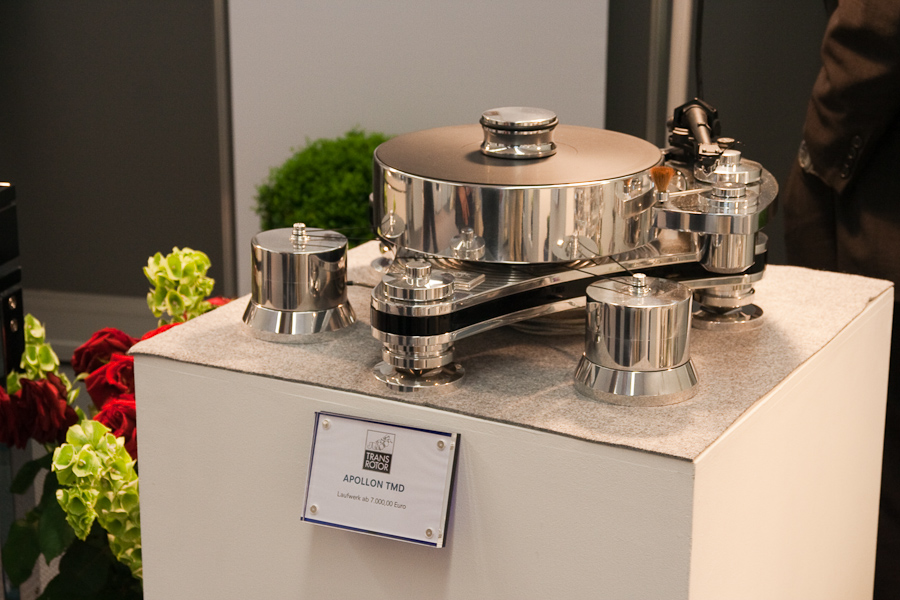
Das Unternehmen Transrotor ist einer der bekanntesten Hersteller von Plattenspielern im High-End-Bereich, die teils mehrere 10.000 Euro kosten.

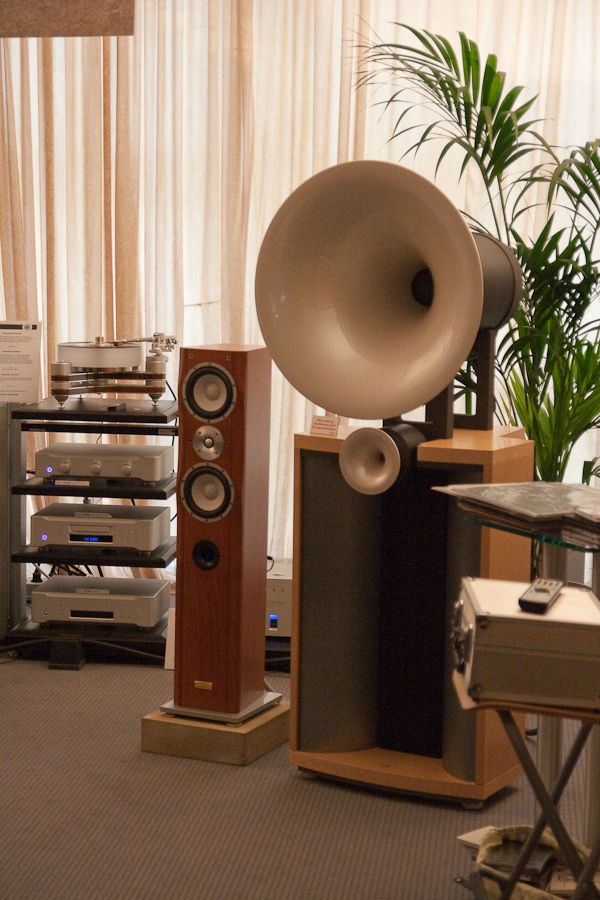
Während sie im normalen HiFi-Bereich praktisch nicht zum Einsatz kommen, werden Hornlautsprecher im hochpreisigen Bereich teils noch für den Mittel- und Hochtonbereich verwendet.

Der Begriff HiFi hat den Anspruch, Musik genau so wiedergeben zu können, wie sie vom Interpreten geschaffen und vom Tonmeister aufgezeichnet wurde. Manche Audiophile – eine in HiFi-Fachmagazinen oft verwendete Eigenbezeichnung für High-End-Enthusiasten – suchen jahrzehntelang nach einer Anlage, die diesen Ansprüchen genügt, und investieren hohe Summen. Fünfstellige Euro-Beträge für einzelne Komponenten wie einen Plattenspieler sind keine Seltenheit. Für diesen Bereich des HiFi hat sich der Begriff High-End etabliert.
Einmal jährlich findet eine High-End-Messe in München statt; eine weitere in Zürich sowie auch in Wien.

### Aktive Komponenten
In der High-End-Szene kommt es teils zu lebhaften Debatten darüber, was eine gute Anlage oder Aufnahme ausmacht, da sich die zumeist eigenklanglich in Erscheinung tretenden High-End-Geräte mitunter sehr deutlich unterscheiden. Im Allgemeinen werden innerhalb der High-End-Szene technische Messwerte für weitgehend unzureichend befunden, die „Musikalität“ einer Anlage zu beschreiben, was bereits darauf hindeutet, dass die – eigentlich unerwünschte, s. u. – spezifische Klangbeeinflussung durch eine Komponente eine Rolle spielt. Häufig wird folglich nur ein Teil der Messwerte der Komponenten beachtet bzw. veröffentlicht. Zudem gibt es in der High-End-Branche keine einheitlichen Messnormen, wie sie beispielsweise für rundfunktechnische Geräte der öffentlich rechtlichen Rundfunkanstalten vom Institut für Rundfunktechnik festgelegt wurden. Für das Erzeugen aussagekräftiger Messwerte ist aber stets die genaue Angabe der Messmethode, der Bezugspegel und des Messprozedere notwendig. Ursache für subjektiv geringfügig abweichende klangliche Beurteilungen können sowohl in der Nichtlinearität des menschlichen Gehörs als auch in psychoakustischen Effekten liegen sowie den enormen akustischen Einflüssen des Abhörraumes. Das Institut für Rundfunktechnik hat dazu in den vergangenen Jahrzehnten zum Teil umfangreiche Hörversuche unternommen, welche Messwerte welche Grenzwerte nicht überschreiten dürfen, damit die im Signalweg liegenden Audiokomponenten eigenklanglich nicht in Erscheinung treten. Bewegen sich Audiokomponenten oberhalb dieser Grenzwerte, verändern sie hörbar das wiederzugebende Audiosignal und erzeugen damit einen beliebigen eigenen „Sound“. Oberhalb dieser Grenzwerte wird das Klangerlebnis somit zu einer rein persönlichen und subjektiven Geschmackssache.
Solche Wiedergabe wird als „nicht neutral“ bezeichnet. Es spielen insbesondere das Klangspektrum (Frequenzgang), die Dynamik und die Art nichtlinearer Verzerrungen (Auftreten von bestimmten Harmonischen), seltener die Kanaltrennung, eine Rolle. Die Gestaltung des Frequenzganges (Instrument- bzw. kanalspezifisch), der Stereo-Kanaltrennung und der Dynamik obliegt bei der Tonaufnahme bereits den beteiligten Tonmeistern, Toningenieuren sowie den Dirigenten und Musikern und wird bewusst gestaltet. Dagegen sind zusätzliche Harmonische, Differenztöne und Phasenfehler (Phasengang im Frequenzbereich) an sich unerwünscht, spielen jedoch bei der subjektiven Klangbeurteilung eine große Rolle. Während viele Röhrenverstärker relativ hohe Klirrfaktoren aufweisen, können bei ihnen Phasenfehler und Differenztonfaktor geringer sein als bei Transistorverstärkern. Schlechte Differenzton-Messwerte führen zu Disharmonien (zusätzliche nicht-harmonische Töne), und Phasenverzerrungen führen zu Ortungsfehlern. Diese Messwerte können als einzige reale Unterschiede gelten – gute Werte sind mit Röhrenverstärkern einfacher zu erreichen. Ein nicht geringer Anteil der High-End-Anhänger bevorzugt Röhrenverstärker und die Schallplatte, die er in mancher Hinsicht den neueren Techniken (vor allem der mit der CD eingeführten Digitaltechnik) als überlegen erachtet. Die Ansicht, dass diese Techniken Transistorverstärkern und CD-Spielern überlegen seien, ist nicht belegt.

### Passive Komponenten

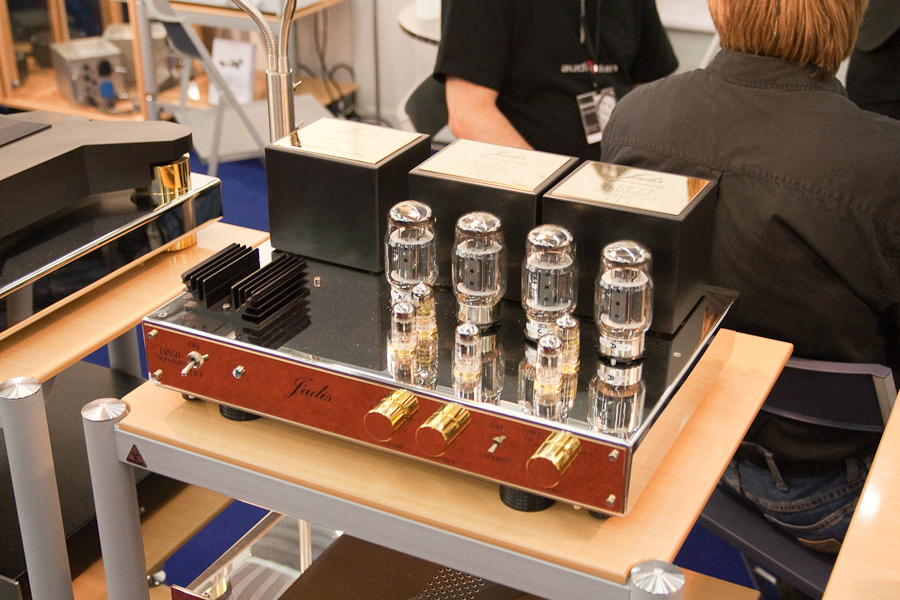
Röhrenverstärker sind Audioverstärker mit eigentlich für diesen Einsatzzweck veralteten Röhren anstelle der etwa seit den 1970ern allgemein üblichen Transistoren.

Im Zubehörbereich versucht man, durch Zusatzartikel wie teure dicke Kabel aus sauerstofffreiem Kupfer oder gar massivem Silber, Bi-Wiring, Bi-Amping, und diverse andere Komponenten wie vergoldete Chassis oder besonders hergestellte Kondensatoren den Klang der Wiedergabekette zu verbessern. Diese Maßnahmen sind meist nicht oder nur unwesentlich klangbeeinflussend. Manche Maßnahmen sind folglich auch innerhalb der Szene umstritten und werden häufig als „Voodoo“ bezeichnet.
Die Lautsprecherboxen haben hingegen einen ganz wesentlichen Einfluss auf den Frequenzgang, den Phasengang und die nichtlinearen Verzerrungen. Hier haben eine sorgfältige Entwicklung beim Hersteller und die Verwendung hochwertiger Komponenten einen entscheidenden Einfluss auf das Hörerlebnis.

### Design
Das Design von High-End-Geräten und die Verwendung „edler“ Materialien ist der Sparte immanent. Manchmal ist die Optik bewusst einfach gehalten, was die Fokussierung auf die inneren Werte verdeutlichen soll. Oft ist das Design Retro-orientiert und die Komponenten werden in ihrer technischen Funktion bewusst vorgezeigt. Dazu zählt z. B. das durch den Glaskolben sichtbare System der Elektronenröhren einschließlich der Glühkathoden. Es besteht der Anspruch, langlebige werthaltige Produkte zu schaffen.